# Onze-Lieve-Vrouw-ten-Hemelopnemingkerk (Vertrijk)

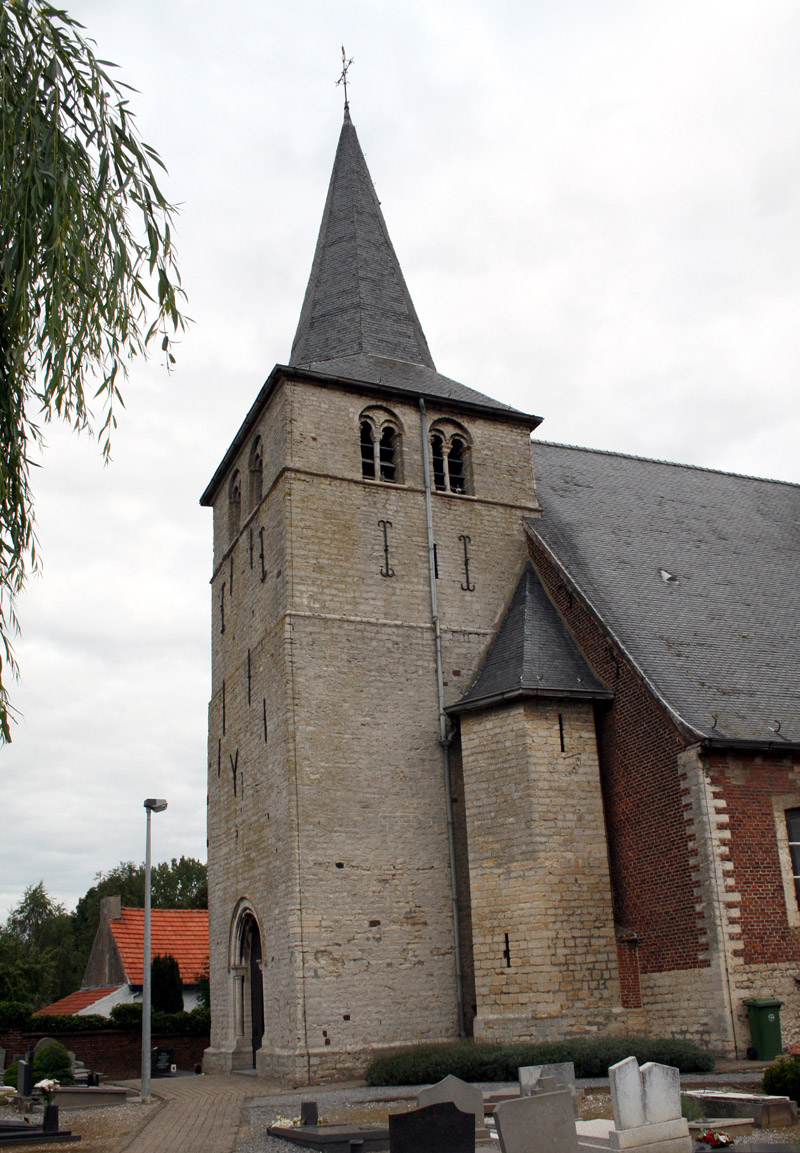
Onze-Lieve-Vrouw Hemelvaartkerk van Vertrijk

De Onze-Lieve-Vrouw-Hemelvaartkerk van Vertrijk is opgetrokken in een mengeling van stijlen. De kerk en het omliggende kerkhof zijn sinds 1942 beschermd.
De romaanse kerktoren dateert uit de 12e eeuw en is het enige overblijfsel van de eerste, romaanse kerk. De trapkoker rechts van de toren is een restant van het gotisch schip dat in de 14e eeuw werd gebouwd als vervanging van het romaanse schip. Het koor en transept (niet op de foto) dateren uit de 16e eeuw, en het huidige classicistische schip werd gebouwd aan het einde van de 18e eeuw.
In de kerk bevindt zich een orgel uit ca. 1820, dat in 1855 vergroot werd.